# BricsCAD
BricsCAD — система автоматизированного проектирования (САПР), которая объединяет 2D черчение и 3D моделирование в едином формате .dwg. BricsCAD разрабатывается бельгийской компанией Bricsys с 2002 года. Программа выпускается на 18 языках и доступна для операционных систем Windows, Linux и macOS. Для BricsCAD существует более 400 приложений, позволяющих использовать его в архитектуре, строительстве, машиностроении, проектировании инженерных сетей, электрике, автоматике, ГИС и других сферах проектирования.

Компания Bricsys имеет представительства в 70 странах мира. Центры разработки BricsCAD находятся в Нижнем Новгороде и Новосибирске (Россия), Бухаресте (Румыния), Генте (Бельгия), Словении и Сингапуре. Bricsys является членом международной ассоциации building SMART и одним из основателей Open Design Alliance.
BricsCAD полностью совместима с AutoCAD по формату файлов (.dwg), набору инструментов и интерфейсам для адаптации и разработки (LISP, ARX, DCL, COM, .NET). Изначально система базировалась на платформе IntelliCAD, но в 2007 году компания начала разработку собственной платформы, и в феврале 2010 года заявила о выходе из консорциума ITC. В 2011 году Bricsys приобрела права интеллектуальной собственности от компании Ledas для инструментов параметрического моделирования, проектирования сборок и смежной функциональности.

## Версии BricsCAD
BricsCAD доступен в трех версиях:
- BricsCAD Classic обеспечивает полный набор функциональности для работы в 2D. Включает совместную работу в облаке, поддержку динамических блоков, параметризацию чертежей, инструментальные палитры, подшивки, экспорт данных из чертежа, а также расширение возможностей с помощью LISP приложений. Кроме того, версия Classic позволяет работать в 3D, создавать и редактировать пространственные сети и поверхности, что вполне достаточно для моделирования поверхности рельефа и выполнения несложных трехмерных проектов.
- BricsCAD Pro содержит все функциональные возможности BricsCAD Classic и дополнительно предлагает средства твердотельного 3D моделирования с поддержкой технологии прямого вариационного моделирования, двумерные и 3D-аппаратные библиотеки, рендеринг высокой четкости, библиотеку материалов рендеринга, просмотр механических сборок и систему разработки, совместимую с AutoCAD ObjectARX, которая поддерживает сотни сторонних прикладных программ. Кроме того, версия Pro обеспечивает автоматическое создание 2D видов и разрезов по трехмерной модели и фотореалистичную визуализацию.
- BricsCAD Platinum включает все возможности версии Pro и дополнительно предлагает возможности трехмерной параметризации моделей и сборок, интеллектуальное распознавание модели, моделирование сборок, деформационное моделирование, автоматическое составление спецификаций, сравнение 3D моделей. Также возможности версии Platinum могут быть расширены применением модуля Sheet Metal (проектирования изделий из листового металла) и модуля BIM (информационное моделирование зданий).

## Форматы файлов
Основным форматом файла BricsCAD  является DWG - двоичный формат, используемый для хранения двухмерных (2D) и трёхмерных (3D) проектных данных. Для обмена данными с другими САПР BricsCAD поддерживает возможность чтения и сохранения данных в форматах DXF. Для публикации чертежей и 3D-моделей (без возможности редактирования) используется формат PDF от компании Adobe и формат DWF от компании Autodesk.
При активированном модуле BIM доступно чтение и хранение файлов в формате IFC.

## Системные требования
Требования к аппаратному обеспечению:
- Intel® Core™ i5, AMD Ryzen™ 5 с частотой 2,5 ГГц или выше;
- ОЗУ 8 Гб и выше;
- 2 Гб на диске (предпочтительно твердотельные диски);
- Экран True Color с разрешение с 1920×1080 и видеокарта с 1 ГБ видеопамяти;
- Для 3D режимов – видеоускоритель из списка поддерживаемых

Требования к программному обеспечению:
Операционные системы (только 64-разрядные версии):
- Windows 10;
- Windows 8.1;
- Windows Server 2012 и выше;
- macOS 10.13 и выше;
- Fedora / OpenSuse / Ubuntu 18.04 и выше

## Академические лицензии
Академические лицензии BricsCAD предназначены для использования исключительно в образовательных целях и предоставляются  студентам, преподавателям и сотрудникам учебных заведений, которые могут бесплатно получить лицензию BricsCAD сроком на 12 месяцев. После окончания срока действия академической лицензии она может быть продлена. Государственные учебные заведения также могут получить многопользовательскую лицензию BricsCAD Platinum после подписания академического Соглашения.

## Прочие продукты Bricsys

### BricsCAD BIM
Реализует технологию информационного моделирования зданий (Building Information Modeling) в формате .dwg-файла, обеспечивая построение с нуля трехмерной модели здания и создание на ее основе необходимого пакета документации. Модуль выполняет автоматическую классификацию всех элементов BIM-проекта (стены, полы, колонны, окна и т.д.) и позволяет добавлять IFC-совместимые данные (Industry Foundation Classes) к элементам зданий. Автоматическая генерация 2D разрезов позволяет выполнять просмотр всей модели здания и ее синхронизацию с конечной подшивкой строительной документации. Работает на базе версии BricsCAD Platinum.

### BricsCAD Sheet Metal
Обеспечивает полный цикл разработки деталей из листового металла, как «с нуля», так и при редактировании уже существующих моделей, созданных в других программах. Объект листового металла может создаваться классическим методом "от базового листа” или путем преобразования и обработки существующего 3D тела. Конечным результатом является автоматически генерируемая развертка изделия в виде чертежа или в формате для передачи на станок с ЧПУ. Работает на базе версии BricsCAD Platinum.

### BricsCAD Communicator
Импортирует и экспортирует данные 3D CAD, чтобы обеспечить обмен данными с другими распространёнными САПР: CATIA, PTC Creo, Solid Edge, NX/UG, SolidWorks и Autodesk Inventor. При необходимости в процессе импорта 3D моделей BricsCAD выполняет автоматическую корректировку геометрии с возможностью упрощения импортированных моделей и сшивания разъединенных поверхностей.
Форматы импорта:
- STE, STP, STEP: Standard for Exchange of Product Data
- IGS, IGES: Initial Graphics Exchange Specification
- CATIA V4 и V5: Dassault Systemes
- VDA: VDA-FS
- IAM, IPT: Autodesk Inventor
- PARASOLID: Siemens PLM Systems
- PAR, PSM: Solid Edge
- PRT: NX
- ASM, PRT: Creo Elements / Pro Engineer
- SLDASM, SLDPRT: Solidworks

Форматы экспорта:
- STE, STP, STEP: Standard for Exchange of Product Data
- IGS, IGES: Initial Graphics Exchange Specification
- CATIA V4 и V5: Dassault Systemes
- VDA: VDA-FS
- 3D PDF: Adobe

BricsCAD Communicator работает на базе BricsCAD Pro и BricsCAD Platinum.

### BricsCAD Shape
Бесплатная программа для концептуального моделирования, предназначенная для оптимизации работы инженеров и архитекторов на этапе эскизного 3D-проектирования. Программа содержит библиотеки материалов, текстур и готовых 3D компонентов. Результатом является трехмерная  модель в формате .dwg, которая содержит твердотельную геометрию. В дальнейшем эта модель может быть открыта в BricsCAD BIM и преобразована в информационную модель здания.

### Bricsys 24/7
Система облачного документооборота и организации совместной работы над проектом. Система работает напрямую из веб-браузера, имеет встроенный просмотрщик, отображает более 70 типов 2D и 3D форматов. Облачный сервис имеет возможность организовать рабочий процесс (workflow), просматривать и комментировать различные чертежи, просматривать их версионность, разграничивать права доступа пользователей по ролям, обмениваться сообщениями и многое другое, что дает команде проекта  единую платформу для всевозможных коммуникаций. Bricsys 24/7 предоставляет облачную платформу для сбора, управления и обмена данными BIM. Доступ к системе осуществляется 24 часа в сутки 7 дней в неделю.